# والتر ویلد
والتر ویلد (انگلیسی: Walter Wild)که در زبان کاتالان با نام گوالتری وایلد شناخته می‌شود (۱۳ اکتبر ۱۸۷۲ – ۱۶ دسامبر ۱۹۵۳)، مهندس، بازرگان، فوتبالیست سوئیسی ، و یکی از دوازده بنیانگذار باشگاه بارسلونا بود . او به مدت 513 روز از 13 دسامبر 1899 تا 27 دسامبر 1900 اولین رئیس باشگاه بود و سه بار مجدداً انتخاب شد، اما در نهایت استعفا داد.
پس از استعفای وی، وایلد به پاس کمک‌هایش به باشگاه به عنوان رئیس افتخاری اعطا شد، اما پس از نقل مکان به لندن (که باعث اشتباه گسترده نسبت دادن ملیت بریتانیا به او شد)، تا سال 1949 علاقه‌ای به باشگاه نشان نداد. در پنجاهمین سالگرد تاسیس باشگاه بارسلونا به عنوان مهمان افتخاری بازگشت.    